# حیوط
حیوط یا خیوط (عبری: חַיּוֹת) به معنی موجودات زنده (از ریشه حی) گروهی از فرشتگان هستند که توصیف آن‌ها در رؤیای حزقیال نبی در کتاب حزقیال از عهد عتیق آمده‌است. به این موجودات در نوشته‌های عرفان مرکابا و در مکاشفه یوحنا اشاره شده‌است.

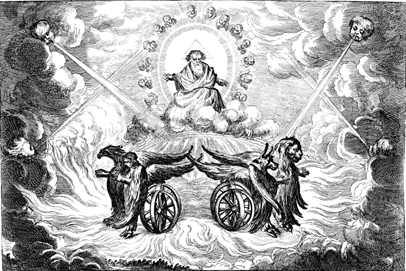
رویای حزقیال نبی از کتاب مقدس نسخه مارتین لوتر چاپ شده در سال ۱۷۰۲ میلادی.

این فرشتگان حمل‌کننده عرش خداوند و زمین هستند. در دیدگاه یهودی در ترتیب فرشتگان در یهودیت معمولاً این فرشتگان بالاترین رده را دارند. در مسیحیت گاهی چروبیم و حیوط یکسان فرض می‌شوند. در هر دو دیدگاه مسیحی و یهودی حیوط با عرش خداوند در ارتباط هستند.

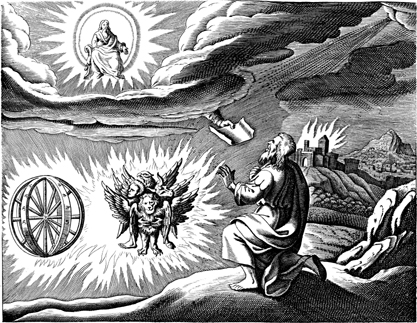
رویای حزقیال نبی.